# Coracinotus
Coracinotus is een geslacht van rechtvleugeligen uit de familie van de sabelsprinkhanen (Tettigoniidae). De wetenschappelijke naam van dit geslacht is voor het eerst voorgesteld door Joan Barat in een publicatie uit 2012.
De soorten van dit geslacht komen in Zuidoost-Spanje voor.

## Soorten
Het geslacht Coracinotus omvat de volgende soorten:
- Coracinotus notarioi (Gomez, Pardo & Llorente del Moral, 1998)
- Coracinotus politus (Bolívar, 1901)
- Coracinotus squamiferus (Bolívar, 1907)